# They Will Return
They Will Return è il secondo album dei Kalmah, pubblicato nel 2002.

## Tracce
1. Hollow Heart – 4:44
2. Swamphell – 4:53
3. Principle Hero – 4:24
4. Human Fates – 5:50
5. They Will Return – 3:53
6. Kill The Idealist – 5:13
7. Blind Leader – 4:06
8. My Nation – 5:30
9. Skin O' My Teeth (Megadeth cover) – 2:59

## Formazione
- Pekka Kokko - voce, chitarra ritmica
- Antti Kokko - chitarra solista
- Timo Lehtinen - basso
- Pasi Hiltula - tastiere
- Janne Kusmin - batteria